# Бушинка
Буши́нка — село в Україні, у Шпиківській селищній громаді Тульчинського району Вінницької області. Населення становить 498 осіб.

## Розташування
Сусідні населені пункти — с. Рахни-Лісові, селище Шпиків, с. Сліди, с. Уяринці, Гута Бушинська.

## Транспорт
На околиці села розташований зупинний пункт Бушинка на електрифікованій залізниці напрямку Жмеринка — Вапнярка — Одеса.

## Історія
Село засновано на початку XVIII століття. У Бушинці проживають представники різних національностей, зокрема українці, росіяни, поляки, молдовани[джерело?].
У 2-й половині XVIII століття село належало до Францішка Ксаверія Любомирського, після нього — до галицького каштеляна Станіслава Ворцеля. Від останнього село придбав граф Станіслав Дунін.
Станом на квітень 1792 року в селі мешкали 92 родини чиншової шляхти, котрих Дунін принизив до рівня кріпаків.
Родом з Бушинки Петро Андрійович Стахів, 1894 р.н., довірена особа генерала-хорунжого Юрія Тютюнника при підготовці антибільшовистського повстання у 1922 році.
7 (20) листопада 1917 року, відповідно до Третього Універсалу Української Центральної Ради, увійшло до складу Української Народної Республіки.
12 червня 2020 року, відповідно до Розпорядження Кабінету Міністрів України від  № 707-р «Про визначення адміністративних центрів та затвердження територій територіальних громад Вінницької області», увійшло до складу Шпиківської селищної територіальної громади.
19 липня 2020 року, в результаті адміністративно-територіальної реформи та ліквідації Тиврівського району, село увійшло до складу новоутвореного Тульчинського району.

## Населення

### Мова
Розподіл населення за рідною мовою за даними перепису 2001 року:
| Мова            | Кількість | Відсоток |
| --------------- | --------- | -------- |
| українська      | 401       | 80.52%   |
| російська       | 90        | 18.08%   |
| румунська       | 4         | 0.80%    |
| гагаузька       | 2         | 0.40%    |
| інші/не вказали | 1         | 0.20%    |
| Усього          | 498       | 100%     |